# Malinovscoe, Rîșcani
Malinovscoe este satul de reședință al comunei cu același nume  din raionul Rîșcani, Republica Moldova. Până pe 21 noiembrie 1973 satul s-a numit Balan.

## Demografie

### Structura etnică
Structura etnică a satului conform recensământului populației din 2004:
| Grup etnic         | Populație | % Procentaj |
| ------------------ | --------- | ----------- |
| Ucraineni          | 1.112     | 89,25%      |
| Moldoveni / Români | 85        | 6,82%       |
| Ruși               | 33        | 2,65%       |
| Țigani             | 8         | 0,64%       |
| Bulgari            | 5         | 0,4%        |
| Găgăuzi            | 2         | 0,16%       |
| Alții              | 1         | 0,08%       |
| Total              | 1.246     | 100%        |